# Труа-Пали
Труа́-Пали́ (фр. Trois-Palis) — коммуна во Франции, находится в регионе Пуату — Шаранта. Департамент — Шаранта. Входит в состав кантона Йерсак. Округ коммуны — Ангулем.
Код INSEE коммуны — 16388.
Коммуна расположена приблизительно в 400 км к юго-западу от Парижа, в 110 км южнее Пуатье, в 9 км к западу от Ангулема.

## Население
Население коммуны на 2008 год составляло 786 человек.
| 1962 | 1968 | 1975 | 1982 | 1990 | 1999 | 2008 |
| ---- | ---- | ---- | ---- | ---- | ---- | ---- |
| 318  | 324  | 352  | 504  | 555  | 671  | 786  |

## Администрация
| Период | Период | Фамилия         | Партия                    | Примечания             |
| ------ | ------ | --------------- | ------------------------- | ---------------------- |
| 1978   | 2008   | Мари-Франс Мишо | Союз за народное движение |                        |
| 2008   |        | Дени Дюроше     |                           | техник по обслуживанию |

## Экономика
В Труа-Пали есть шоколадная фабрика.
В 2007 году среди 477 человек в трудоспособном возрасте (15—64 лет) 346 были экономически активными, 131 — неактивными (показатель активности — 72,5 %, в 1999 году было 74,5 %). Из 346 активных работали 324 человека (172 мужчины и 152 женщины), безработных было 22 (12 мужчин и 10 женщин). Среди 131 неактивных 35 человек были учениками или студентами, 51 — пенсионерами, 45 были неактивными по другим причинам.

## Достопримечательности
- Приходская церковь Нотр-Дам в романском стиле (XII век). Исторический памятник с 1886 года[3]
- Усадьба Рошкорай (XVI век)

## Фотогалерея
- Церковь Нотр-Дам
- Усадьба Рошкорай
- Мэрия
- Военный мемориал